# Michael Yeats
Michael Butler Yeats (ur. 22 sierpnia 1921 w Thame, zm. 3 stycznia 2007 w Dublinie) – irlandzki polityk i urzędnik, wieloletni senator i poseł do Parlamentu Europejskiego, w latach 1969–1973 Cathaoirleach (przewodniczący Senatu). Syn noblisty Williama Butlera Yeatsa.

## Życiorys
Syn Williama Butlera Yeatsa i Georgie Hyde-Lees, brat malarki Anne Yeats, bratanek malarza i pisarza Jacka Butlera Yeatsa. Ze względu na słabe zdrowie kształcił się w szkole w Szwajcarii, następnie w szkołach w Irlandii, w tym w St Columba's College w Dublinie. W 1943 ukończył historię i politologię w Kolegium Trójcy Świętej w Dublinie, a w 1948 uzyskał tytuł Bachelor of Laws w King’s Inns. Zdobył uprawnienia barristera, jednak nie praktykował w zawodzie. Zajmował się podtrzymywaniem pamięci o ojcu, przekazał jego liczne manuskrypty do bibliotek oraz współprowadził wydawnictwo Cuala Press.
Działał w Fianna Fáil, w 1948 i 1951 bez powodzenia kandydował do niższej izby parlamentu. W latach 1951–1954 i 1961–1980 zasiadał w Seanad Éireann z nominacji premiera (1951–1954, 1965–1969, 1977–1980), panelu pracy (1961–1965) oraz panelu kulturalno-administracyjnego (1969–1977). Od listopada 1969 do stycznia 1973 pełnił funkcję Cathaoirleach (przewodniczącego Senatu). W 1953 członek Zgromadzenia Parlamentarnego Rady Europy. Od stycznia 1973 do lipca 1979 oddelegowany do Parlamentu Europejskiego, w 1979 nie został do niego wybrany w wyborach bezpośrednich. Pełnił funkcję wiceprzewodniczącego PE, zasiadał we frakcji Europejskich Progresywnych Demokratów. W latach 80. przez sześć lat był dyrektorem generalnym Rady Ministrów Wspólnoty Europejskiej.
Był żonaty z harfistką Gráinne Yeats, mieli czworo dzieci. W 1978 uzyskał doktorat honoris causa Uniwersytetu Stanu Floryda.